# Richardis Babenberská
Richardis Babenberská (1143 – 24. ledna 1196/1200?) byla lantkraběnka ze Stefflingu z dynastie babenberské.

## Život
Richardis byla jedinou dcerou rakouského markraběte Jindřicha II. Babenberského a Gertrudy Saské, která její narození zaplatila životem. Richardis byla provdána za lankraběte Jindřicha V. ze Stefflingu a porodila mu dva syny.
Zemřela jako vdova a byla pochována v klášteře Klosterneuburg. Ve 13. století byly její ostatky společně s matčinými na popud vévody Fridricha II. přesunuty do kláštera Heiligenkreuz.